# Радомир Путниковић
 Радомир Путниковић  (Београд, 1936) српски је књижевник и издавач из Лондона.

## Биографија
Радомир Путниковић је рођен 1936. године у Београду. Основну школу и гимназију завршио је у Смедереву, Ужичкој Пожеги и Београду. Прву причу објавио је у листу Задругар, а остале у Омладини, Пионирима, Београдским новинама и Јежу. Играо је кошарку на Београдском Универзитету.
Као студент, одселио се у Енглеску 1970. године, у Лондон, где и сада живи. Бавио се, прво, промоцијом југословенских, затим енглеских, а потом и других западноевропских сликара, организујући изложбе. Пријем тих изложби га је подстакао да оснује и уметничку галерију, која је деловала осам година. Потом је отворио издавачко предузеће Porthill publishers. Књиге у чијим је остварењима учествовао као писац или као идејни стваралац објављиване су, поред Енглеске и Југославије, у Италији, Немачкој, Шпанији, Португалији, Француској, Америци, Канади, Бразилу.
Одликован је златном Медаљом за заслуге (2024).

## Књижевни рад
Књижевни рад Радомира Путниковића посвећен је углавном књижевности за децу. Пише романе за децу, позоришне игре, афоризме, приповетке. Прву књигу објавио је 1968. године у Младом поколењу. То су биле басне под насловом Бува која је путовала у свет. По оснивању властитог издавачког предузећа, први пројекат је била колекција од шест басни за децу. Сликовнице су биле решене на један дотле за енглеску јавност непознат начин – као фризови и упаковане у посебно дизајнирану кутију. То прво издање је објављено у 35.000 примерака и било је брзо распродато. Одмах је објављено и друго издање у истом тиражу. Написао је књиге басни Учени мољац, Црв и јабука, Басне, Миш и слон и многе друге. Афоризме и пословице објавио је у књигама Горке мрве, Рупа времена, а сатиричне приче у књизи Драги Боже.
Са новинаром Милошем Јевтићем објавио је књигу разговора Две обале Радомира Путниковића.
Члан је Удружења британских писаца и Удружења књижевника Србије.